# 赤瀬尚子
赤瀬 翔子(尚子)（あかせ しょうこ、1990年3月15日 - ）は、日本のAV女優。
別名義に「うさみ 鈴」がある。

## 略歴
2019年4月にデビューした熟女系のAV女優。センタービレッジ作品では「沖田いつき（おきた いつき）」として出演。クルーズグループ所属。
2021年8月14日、公式ツイッターにて同年8月いっぱいで引退する事を発表。
2021年9月18日、新たな事務所（マオプロモーション）に所属し、「うさみ鈴（うさみ すず）」として活動することを発表。
2022年2月11日、Twitterにて引退を発表。
2023年より赤瀬尚子として表舞台に復帰した。
2024年7月1日、事務所を退所し「赤瀬翔子」としてフリーランスで活動することをSNSで報告。

## 人物
初オナニーは小学2・3年の頃で、オナニーとは知らずに乳首やクリトリスをいじっていた。
初体験は18歳（高校3年）の時で、相手はその当時バイトをしていたコンビニに後から入ってきた2歳下の男子高校生。
AV女優デビューは、当時の交際相手が妃乃ひかりや紋舞らんのファンで「AV女優と付き合ってみたかった」とつぶやいたことから、自分もなってみようと黙って面接を受けたことを告白すると「何考えてんの」とツッコまれた。なお、金銭の必要が出てきたことで相談のうえ出演を決め、その交際相手と後日結婚、とデビュー当時のインタビューで語ったが、実際は未婚（デビュー作では『39歳子持ち人妻』という肩書きだが、本人は実際に子供がいると思われていることを嫌がっている）。
トレードマークは眼鏡だが、視力は良い。

## 出演作品

### アダルトDVD
- エキストラ募集で面接にやってきた 8年間セックスレスの39歳G爆乳子持ち人妻【極エロ逸材】につき急遽中出しAVデビュー 中●生の子供がいる人妻に中出し（4月12日、KANBi）
- 初撮り人妻ドキュメント（5月16日、センタービレッジ）※「沖田いつき」名義
- 娘の彼氏に膣奥を突かれイキまくった母（6月27日、センタービレッジ）※「沖田いつき」名義
- 同僚の妻は雌豚の香り（6月28日、光夜蝶）
- ピチパンピチTのドジでドMの巨乳の姉がたまらない（6月28日、NON）
- 離婚(わか)れた夫とソープで再会 絶対に抱かれたくない男との生挿入中出しセックスで感じてしまった私（8月1日、センタービレッジ）※「沖田いつき」名義
- 私、脅迫されてます 人妻社長秘書、屈辱奴隷堕ち。（8月2日、光夜蝶）※「しょうこ」名義
- 豊満な姉は肉厚なカラダで僕をイヤしてくれる（8月2日、NON）
- 金欠の姉ちゃんに金貸す代わりにオナニー見せて!って軽く冗談で言ったら予想に反してすぐにガチオナニーして童貞の僕を抜きにかかり僕から金をせびった件。（8月2日、NON）
- プラチナ級 素人清楚妻による一生思い出に残り続ける優しい童貞筆おろし 赤面女子1周年記念 -特別編- 8人撮り下ろし469分DVD2枚組（8月9日、赤面女子）※「しょうこ」名義
- デカチン混浴温泉 若妻たちが温泉で濡れる… 中出し不倫旅行 4（8月23日、クリスタル映像）※「しょうこ」名義
- 黒人ホームステイNTR 娘の彼氏の股間にウズく肌色のマ○コ編（8月25日、ダスッ!）
- 人妻全裸家政婦（8月29日、センタービレッジ）
- 性欲モンスターの息子に溺れていく私（8月30日、光夜蝶）
- セックスに興味を持ち始めた娘。質問責めからのチ●ポなぶりで妻よりも興奮してしまったダメな父(俺)（8月30日、NON）
- ヌードデッサンモデルの高額アルバイトでやってきた人妻さんに男根挿入して種付けSEXするビデオ 03（9月12日、熟女LABO）※「詩織」名義
- おれに初めてセフレができたので彼女とはできないド変態プレイをやってみた（9月13日、ムーディーズ）
- 未だに現役で母さんを抱きまくる僕の絶倫オヤジに嫁が欲情して危険日狙って中出し逆夜這い（9月13日、溜池ゴロー）
- 新婚夫婦の夫から子種を搾り尽くす温泉旅館の巨乳女将（9月19日、OPPAI）
- 夫では味わえない快感 中年オヤジに気が狂いそうなほどイカされ続けて…。（9月25日、マドンナ）
- 唾液を絡ませ自ら腰を振る。素顔丸出し一泊旅行。 ≪股間の疼きがとまらない、最高潮に達した性欲≫（9月25日、ダスッ!）
- 息子の嫁と義父（10月10日、タカラ映像）
- 全身イクイク敏感体質の早漏巨乳人妻だけが働く無制限中出しソープランド（9月25日、本中）
- Gカップ肉感BODY×超絶ムッチムチエロ尻 中出し懇願ランジェリーナ 下着を着たまま鬼突き激イキ中出し3連発!!（10月11日、KANBi）
- 私、実は夫の上司に犯され続けてます…（10月13日、溜池ゴロー）
- #募集人妻 欲求不満過ぎるメガネ淫乱熟女の巻（10月18日、STRAWBERRY CATS PLATINA）
- 最初で最高のアナル解禁!! もう私、アナル以外愛せない…。（10月25日、マドンナ）
- 旦那とのセックスレスに耐え切れず、AV撮影に風俗感覚でやってくる人妻（10月25日、本中）※「尚子」名義
- 尚子へ どうやら今日も…あいつの乳首、弄ってたみたいだね。（11月1日、ドリームチケット）
- 寝取らせ願望のある旦那に従い出演させられた本物シロウト人妻 case9 専業主婦・山村れい(仮名) 34歳 東京都武蔵野市在住 露出輪姦中出し了承 主人のためにネトラレます（11月7日、SODクリエイト）※「山村れい」名義
- 僕のねとられ話しを聞いてほしい 真面目で近眼で眼鏡が手放せない男性経験少なめだけどボインが目を引く巨乳妻（11月7日、JET映像）
- 地味そうに見えた隣家の巨乳人妻がある日部屋を間違えオナニーをしている僕の部屋に入ってきた。 見た目とは裏腹に物凄い肉食でねっちょり僕を犯しまくる。（11月13日、溜池ゴロー）
- ごっくん解禁!! 中出し輪姦町内旅行 ～女に飢えた男どもの濃厚精液を言いなり精飲する人妻～（11月25日、マドンナ）
- ナンパJAPAN検証企画! セックスレス美人妻VS童貞くん 人妻が久々に見る勃起チ●ポ!童貞が初めて見る生オマ●コ! 密室に二人きりにしたら美女妻は欲求不満が爆発して自ら筆下ろしSEXしてあげちゃうのか? 完全モニタリング（11月25日、ナンパJAPAN）
- 妊娠OK!!色気むんむんで迫ってくる爆乳ヤリマン不倫人妻（12月1日、ワンズファクトリー）
- 定年退職してヒマになったドスケベ義父の嫁いぢり（12月1日、ヴィーナス）
- 完全盗撮 同じアパートに住む美人妻2人と仲良くなって部屋に連れ込んでめちゃくちゃセックスした件。其の37（12月1日、変態紳士倶楽部）
- 同じマンションの制服女子を連れ去り固定バイブの電池が切れるまでイっても止めない身動き不可能の拘束放置アクメで完堕ちさせた件。 2（12月1日、変態紳士倶楽部）
- 厳格で禁欲的な女教師は、学園の淫習によって性奴教師に貶される。（12月7日、アタッカーズ）
- いやらしい人妻（12月7日、ティーチャー）
- 性交クリニックファン感謝祭 2019 7性交×ノースキン中出し性交処置×235分SP!!（12月12日、SODクリエイト）
- 凌辱される隣の美人妻とイキ狂い絶頂の日々（12月20日、クリスタル映像）
- 卑猥語女 ～声も体も好色すぎるメガネ美人～（12月20日、MARRION）
- バックでひたすら犯し続ける寝バックビデオレター（12月26日、コスモス映像）※「ひとみ」名義
- 親戚のおばさんに筆おろしされた僕。 リターンズ 9（12月27日（レンタル）/2020年1月1日（セル）、LEO）

- 突然押しかけてきた嫁の姉さんに抜かれっぱなしの1泊2日（1月1日、ヴィーナス）
- 中出し学級崩壊 教員歴17年のプライドが高い妻がDQNクラスの担任になった（1月1日、ミセスの素顔）
- 同僚ダッチワイフ 許可を経て同僚の彼女の顔やタイトスーツにぶっかけてやったよ!（1月1日、滝山ポリエステル）
- 氷の女崩壊、アナルに堕ち狂う（1月7日、アタッカーズ）
- この人妻、発情するとだらしのない顔でお漏らし絶頂する変態ドMです（1月13日、セレブの友）※「尚子」名義
- ママシ●タ実話（1月16日、グローリークエスト）
- 素人ナンパでセンズリ鑑賞 6 見るだけでいいんです!だからちょっと僕のチ●ポ見てもらえませんか?（1月19日、かぐや姫Pt）
- 「肉感タイトスカート尻で男を勃起させるドスケベ家事代行レディはヤられても拒まない」 VOL.1（1月23日、DANDY）
- 中出し人妻不倫旅行（1月25日、ビッグモーカル）
- 四六時中他人棒を挿入していたい性行為依存症の美人おばさん人妻に制服着せて1日中温泉宿でヤリまくるビデオ（1月27日、MERCURY）
- 夫とは違う濃厚な性交。（1月30日、タカラ映像）
- 素人ヘアヌード大図鑑 ～清楚人妻編（1月31日、S級素人）
- 赤瀬尚子、まるっと4時間突っ込まれっぱなし（1月31日、NON）※ベスト版
- イケメンが熟女を部屋に連れ込んでSEXに持ち込む様子を盗撮したDVD。 137 ～強引にそのまま中出ししちゃいました～（2月1日、熟女JAPAN）※「咲子」名義
- 「おばさんのおっぱいで興奮しちゃったの?」 家事代行で働く巨乳人妻の乳首ポッチ…ねじ込むデカチン即ハメ!（2月1日、LUNATICS）
- 素人娘の全裸図鑑 10 今時の女の子13名が恥らいながら脱衣していく様子をじっくり撮影した、変態紳士のためのヘアヌードコレクション（2月7日、かぐや姫Pt）
- 美人女教師超ハードコア3穴調教輪姦ファック マ●コ!ノドマ●コ!ケツマ●コ!すべてのマゾ穴に問答無用の鬼畜中出し20連発!（2月19日、エムズビデオグループ）
- 生贄の女 第二話:犠牲処刑の聖なる女教師 淫唇嬲り極限絶頂の咆哮（2月25日、Baby Entertainment）
- 息子の嫁に恋をした義父（3月1日、プラネットプラス）
- お願い…許して…今日は危険日なの…（3月5日、グローリークエスト）
- あなたゴメンね、あの日、マジックミラー号の中で寝取られたの…（3月12日、SODクリエイト）
- 女の口はエロス溢れる性器なり 神淫語 あまりにリアルな赤瀬尚子のなりきり淫語（3月13日、AVS Collector's）
- オマ○コ×アナル 男性専用ハイブリッドエステサロン（3月13日、セレブの友）
- 私は先週から家の中に隠れて棲みついている男に執拗に犯サレ続けています。（3月13日、REAL）
- ゾウさんパンツでフェラ13人 ブリーフの先っちょからチ●ポを引っ張り出して喉奥でグポグポする気持ちいいフェラチオ（3月19日、かぐや姫Pt）
- 痴漢師に全裸にされ恥ずかしい女体を震わせ感じまいと我慢する肉感妻（3月26日、ナチュラルハイ）
- 友達の母親 －最終章－（3月26日、センタービレッジ）※「沖田いつき」名義
- 豊満!!巨乳巨尻熟女メイド（3月26日、セレブの友）
- 義理の母を躾けた僕（4月10日、なでしこ）
- ディープキス手コキII（4月16日、グローリークエスト）
- 「もしかしてそのデッカイおっぱいで誘ってますか!?」 無防備過ぎる巨乳女子に我慢できず我を忘れておっぱいを揉みしだくと…体が痙攣するほど感じまくりの超敏感体質!?逆にチ○ポを求められ何度も中出しをねだってくる想定外の神展開に!!（4月19日、Hunter）
- 完全撮り下ろし! アナタを挑発しながらディルドオナニーを見せつける女たち… ガニ股で下品に腰振る発情オマ○コをご覧ください 2（4月25日、セレブの友）
- 黒人中出し! B.B.P.(ビッグ・ブラック・ペニス) 規格外の巨根ピストンにお漏らししながらエビ反り絶頂!!（4月25日、セレブの友）
- 母子交尾 【華厳滝路】（5月7日、ルビー）
- 一般男女モニタリングAV 終電間際の社会人男女に突撃交渉! 人妻OLは後輩男子社員とラブホテルで2人っきりになったら旦那を忘れて1発10万円の連続射精セックスしてしまうのか!? 7 女上司の乱れた姿にフル勃起した後輩チ○ポと女を思い出した人妻オマ○コの同僚には秘密の生セックスは1発限りじゃ収まらない!! 4組合計 中出し14発!（5月7日、ディープス）※「みほ」名義
- 「私みたいなおばさんでよかったら挿れてみて!」 「私のこと練習台にしていいから!気が済むまでシテ…」 巨乳過ぎる義母は超優しくて童貞で知識ばかりの頭でっかちになっているボクのHな望みを、何でも叶えてくれる女神だった!!と思ったらSEXが始また途端に豹変!!ボクの上で何度も何度も自分の気が済むまでイキまくる超淫乱女だった!あまりにも激しく腰を動かすので当然、何度も何度も中出ししちゃいました!（5月7日、ゴールデンタイム）
- 搾精美熟女（5月13日、AVS Collector's）[13]
- おとなの幼稚園!授乳手コキ専門のデリでがむしゃらにおっぱいに吸い付いていたら、思いのほかマ○コが濡れていてSEXしてしまった… 4（5月23日、ビッグモーカル）
- 凄エグ熟女!! 濃密性交 普通のおばさんの変態願望、叶えます。四十路の変態セックス!（5月23日、ビッグモーカル）
- マッサージ師のなすがまま、カーテン越しに上から下まで弄られまくりの人妻たち!!声を殺して、鼻息も荒くオイルで火照ったカラダをふるわせ旦那にバレずにイキ放題っ!!久々の中出しに子宮は切なく痺れ、たっぷり染み込む他人種がメスの性を目覚めさせるっ!! 4（5月29日（レンタル）/6月5日（セル）、LEO）
- スチュワーデスin...(脅迫スイートルーム)（5月29日、ドリームチケット）
- 男子校で野球漬けのモテない青春時代だったボクが少年野球チームのコーチになったら…旦那や子供そっちのけで若くて引き締まったボクの肉体に乙女のようにトキめいて♥何かと世話を焼いてくるママさんたちとの年の差ご近所不倫にハマってしまった vol.3（5月29日、GIGOLO）
- 乳房 豊満なるおっぱい（6月1日、FAプロ）
- 本当にあった全裸旅館 13 ネットの評判を過剰に意識しすぎた結果、若女将の行き過ぎたおもてなしで男の欲望のすべてを満たしてくれるエロ過ぎる温泉（6月7日、ルビー）
- 媚薬に悶えるヌードデッサンモデル 2（6月11日、ROCKET）
- ミスターミチル5周年記念専属女優オーディション Vol.4（6月11日、Mr.michiru）
- 彼女と間違えてお姉さんと即ハメ生ピストン! 気づいたのは膣中出しの最中だった!!（6月12日、Z-MEN）
- 自画撮り 人妻かたりかけ 発狂 潮塗れオナニー（6月15日、ロータス）
- 痙攣スプラッシュ 高飛車女をイキ狂い拷問（6月19日、ドグマ）
- 完全撮り下ろし! むっちりエロ尻お姉さん陰部密着黒パンスト穿いたままSEX（6月25日、セレブの友）
- 個撮ドキュメント! 巨乳妻 体液 媚薬 発狂性交 尚子32歳（6月25日、賢者の食卓）
- 人妻をモノにする 力づくの情事（7月1日、FAプロ）
- 黒パンストの下半身が卑猥にクネるオナニー快楽 2（7月1日、セレブの友）

- おしっこ114連発 98人（9月2日、グローリークエスト）

### VR
2019年
- VRライブ配信消し忘れ 6（7月19日、イエロー）
- 初VR!! 赤瀬尚子 「お義母さんがいつでも教えてあげるから…」 思春期真っ盛り童貞の僕に笑顔でセックスの練習台になってくれる義母（10月25日、マドンナ）
- 欲求不満パート妻とカーセックス不倫VR 密室でチ○ポに飢えた同僚人妻と…。生々しい車内不倫の一部始終をバーチャル体験!!（11月15日、変態紳士倶楽部）
- モデルルームで敏感ボインな婚約者と声ガマン性交…でも見学中に生はマズくない?（11月19日、ワープエンタテインメント）

2020年
- 「本当に私とエッチな勉強したいの?後悔しても知らないよ!」 一度エッチしたら満足するまで止まらない!超淫乱性欲モンスター家庭教師 目の前で大きな胸を激しく上下に揺らす超至近距離高速ピストン騎乗位で勝手に何度も何度もイキまくり!!エロ過ぎる超激しい腰使いでボクも何度も何度も中出ししちゃったけど、それでも腰の動きを止めず本当に何度も何度もイカされちゃいました!（2月6日、ジャックポットシステム）
- 圧倒的痴女に脳内崩壊 現役教師と淫らな休日の特別授業 〜こんなにビンビンのカチカチにさせちゃって悪い子なんだから〜（5月16日、KMPVR）

### アダルトサイト
MGS動画
- 【初撮り】ネットでAV応募→AV体験撮影 921 アラサー看護師、日ごろ溜めたストレスと欲求を、喘ぎ声とマン汁に乗せて発散する……!（シロウトTV）
- マジ軟派、初撮。 1354 アラサーOLのハンパない性欲&フェラテク!「こんなつもりじゃなかったのに…」二人っきりで迫られたらつい我慢できなくなっちゃうスケベな女心!（ナンパTV）
- 【KANBi人妻発掘プロジェクト】初撮りAV動画 04 仮名)赤瀬尚子 38歳 結婚15年目 思春期の息子を持つドM人妻とハメ撮りSEX♪8年ぶりのセックスでビッシャビシャとハメ潮を噴射し、恥じらいを捨てて快楽の世界へ♪（KANBi）
- ラグジュTV 1183 旦那とのセックスレスが続く日々に比例して高まりつつある抑えきれない欲求…。初心(うぶ)を絵に描いたような奥様が一気に欲望を吐き出し、一心不乱に腰を振りながらイキまくる!（ラグジュTV）
- 「イキたいの?まだダメっ!!」 寸止め焦らしオイル手コキ（ふぇち党）

FANZA
- ようこ（Dutch Wife〜清楚系妻との肉欲性交録〜）
- ようこ（ビニ本本舗）
- ようこ 2（Dutch Wife〜清楚系妻との肉欲性交録〜）
- しょうこさん（俺の素人）
- しょうこ（池袋素人倶楽部）
- 胸揉み特化性交 赤瀬看護師（SODクリエイト）
- 絶頂イキすると大量オシッコ潮リットル噴射する衝撃スケベ体質貞淑美人妻の本性は淫乱ドM浮気セックス中毒女 【Fカップ巨乳弄りだけでガチイキする全身性感帯】【喉奥イラマ大量エヅキ汁噴射アクメ】【顔面ザーメン精子200cc以上漬けトランス絶頂】 体液ドロドロ6P輪姦 エンドレスSEXドキュメント（同人AV倶楽部）
- 佐藤さん（ワンチャンすこすこ.com）
- なおこ（おっぱい素人#3150）

舞ワイフ
- No.989 上島 尚子
- No.1016 上島 尚子

PERFECT-G
- 748shoko

### イメージDVD
- パイパンヌード 〜無修正・巨乳Fカップ・美熟女〜（2020年4月26日、スパークビジョン）

## 雑誌
- 実話ナックルズ 2019年11月号（大洋図書） - グラビア「謎の熟女禁断の裸身」
- 月刊FANZA 2019年11月号（ジーオーティー） - インタビュー
- 実話ナックルズ 2019年12月号（大洋図書） - グラビア「謎の熟女猥褻裸身尚子ふたたび」
- 月刊FANZA 2019年12月号（ジーオーティー） - インタビュー